# Skibshunden Bamse
Skibshunden Bamse (1937 – 22. juli 1944) var en sankt bernhardshund, som blev maskot for den norske marine i Storbritannien under 2. verdenskrig. Bamse var den største hund, som tjenestegjorde om bord på et allieret skib, og han blev et meget kendt symbol på Norges frihedskamp.
Bamse kom fra Honningsvåg og tilhørte søkaptajn Erling Hafto på minestrygeren KNM Thorodd. Bamse døde af hjertestop i Montrose i Skotland den 22. juli 1944 og blev begravet med militær honnør. På Bamses kors i gravlunden står følgende tekst:
| Citat | BAMSE 22-7-1944. Faithful friend of all onboard the Thorodd. Largest dog of the allied naval forces | Citat |
|       | |       |

Bamse menes at have reddet mindst to liv, og ifølge rapporterne fik alle skolerne i området fri, da Bamse skulle begraves. Omkring 800 personer fulgte den norske skibshund til graven, og maskotten blev begravet med hovedet vendt mod Norge.
Bamse blev den 30. september 1984 æret med Norges hundeorden og i juli 2006 med PDSA Gold Medal (som tilsvarer George Cross (GC) for mennesker). En statue af Bamse i bronze blev rejst til hans ære i Montrose og afsløret af prins Andrew den 17. juni i 2006.
Den 19. juni 2009 blev endnu statue af Bamse afsløret i Honningsvåg af ordfører i Nordkapp, Kristina Hansen.